# قمر طبيعي

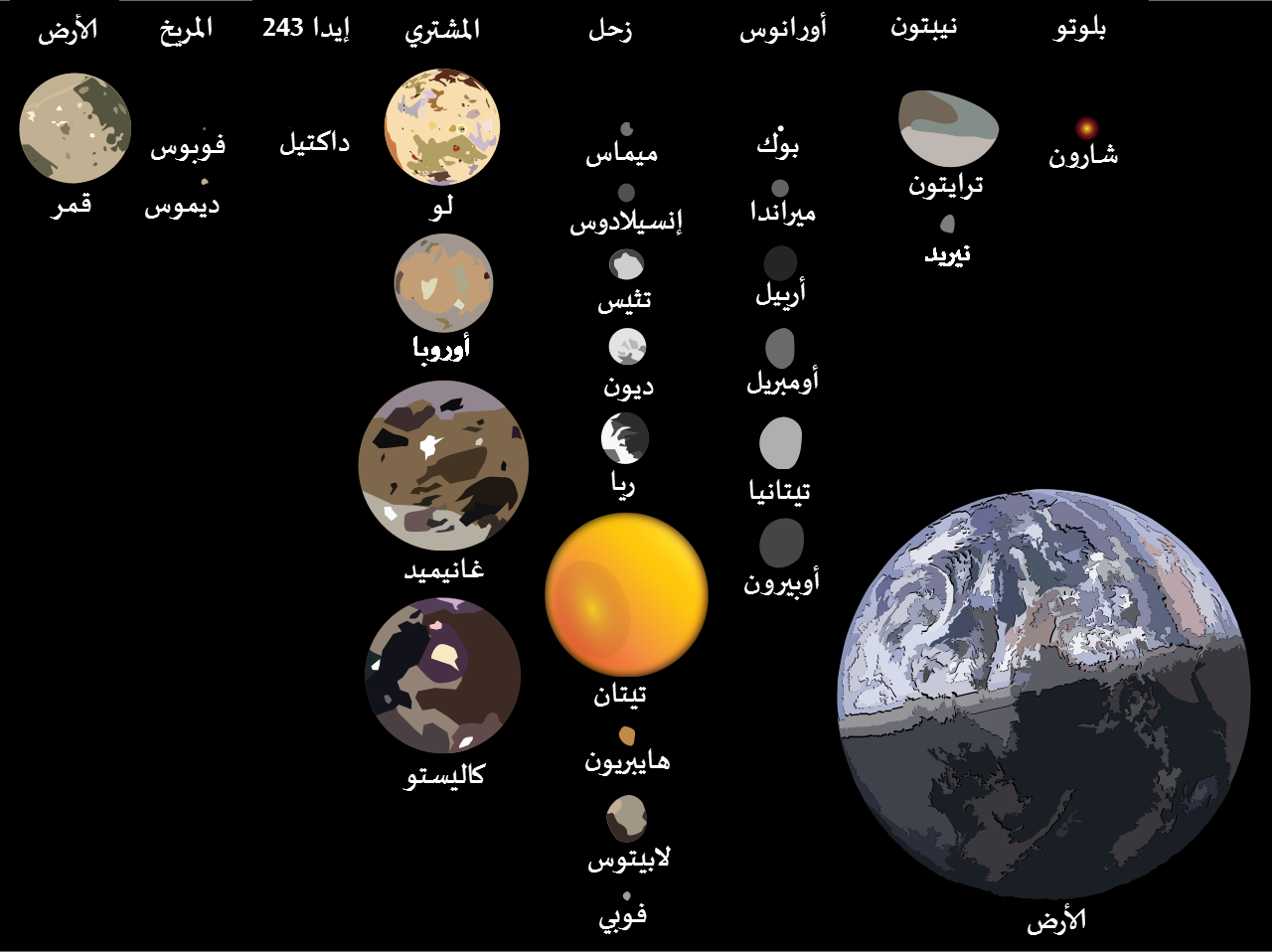
بعض الأقمار مقارنة مع حجم الأرض. 19 قمرًا كبيرة لدرجة تسمح برؤيتها

القمر الطبيعي أو التابع، في الاستخدام الأكثر شيوعًا، هو جسم فلكي يدور حول كوكب أو كوكب صغير (أو في بعض الأحيان جسم صغير آخر في المجموعة الشمسية).
توجد في المجموعة الشمسية ست أنظمة قمرية كوكبية تتضمن 205 أقمار طبيعية معروفة. جدولَ الاتحاد الفلكي الدولي أربعة كواكب قزمة معروفة بامتلاكها أقمارًا طبيعيةَ، وهي: بلوتو، وهاوميا، وماكيماكي، وإريس. بحلول سبتمبر عام 2018، أصبح هنالك 334 كوكبًا صغيرًا معروفًا يمتلك أقمارًا.
يُعد نظام الأرض–القمر فريدًا بين الأنظمة الكوكبية من ناحية النسبة بين كتلة القمر وكتلة الأرض، وهي أكبر من أي نسبة بين قمر طبيعي وكوكب في المجموعة الشمسية. يبلغ قطر القمر 3,474 كيلومترًا (2,158 ميلًا)، وبهذا فإن قطره يساوي 0.273 مرة من قطر الأرض. تبلغ هذه النسبة خمسة أضعاف النسبة الأكبر التي تليها بين قطر قمر ما وقطر كوكبه (النسبة بين قطر نبتون وقطر أكبر أقماره 0.055، والنسبة بين قطر زحل وقطر أكبر أقماره 0.044، والنسبة بين قطر المشتري وقطر أكبر أقماره 0.038، والنسبة بين قطر أورانوس وقطر أكبر أقماره 0.031). بالتوجه إلى فئة الكواكب الصغيرة، ومن بين الكواكب الخمسة المعروفة منها في المجموعة الشمسية، يستحوذ القمر شارون على النسبة الأكبر، إذ إن النسبة بين قطره وقطر بلوتو تساوي نصفًا (0.52).

## الاصطلاح
كان القمر الطبيعي الأول المعروف هو القمر (قمر الأرض أو موون)، لكنه كان يُعتبر كوكبًا حتى ظهور مقدمة كوبرنيكوس في الكتاب في دورات الكواكب السماوية في عام 1543. لم يكن هنالك فرصة للإشارة إلى أجسام كهذه بفئة منفردة حتى اكتشاف أقمار غاليليو عام 1610. اختار غاليليو الإشارة إلى اكتشافاته تحت مسمى «الكواكب»، لكن اختار المُكتشفون لاحقًا مصطلحات أخرى لتمييزها عن الأجسام التي تدور في مدارات.
كان الفلكي الألماني يوهانس كيبلر أول من استخدم مصطلح قمر/ساتالايت satellite لوصف الأجسام التي تدور في مدارات في كُتيّبه حكاية أقمار المشتري المرصودة الأربعة في عام 1610. واشتقّ المصطلح من الكلمة اللاتينية ساتل satelles، التي تعني «حارس»، أو «مصاحب»، أو «مرافق»، لأنّ الأقمار/الساتالايت ترافق كوكبها الرئيسي في رحلته عبر السموات.
وهكذا أصبح مصطلح قمر/ساتالايت مصطلحًا طبيعيًا للإشارة إلى جسم يدور حول كوكب، وتم تفادي الالتباس مع «القمر/موون moon». لكن في عام 1957، ظهرت الحاجة إلى مصطلح جديد بعد إطلاق الجسم الصناعي سبوتنك. أُهمل المصطلحان الإنجليزيان man-made satellite (أي قمر من صنع الإنسان) وartificial moon بسرعة كبيرة لصالح الاصطلاح الأبسط ساتالايت (قمر صناعي، بالإنجليزية: satellite)، ومن ثم أصبح هذا المصطلح مرتبطًا بشكل أساسي بالأجسام الصناعية التي تحلق في الفضاء؛ تتضمن هذه الأجسام أحيانًا تلك التي لا تدور حول كوكب.
بسبب هذا التحول في المعنى، استعاد مصطلح قمر/موون قيمته، وبقي استخدامه بالمعنى العام في الأعمال الخاصة بالعلوم المألوفة وفي الروايات، ويُستخدم حاليًا بالتبادل مع مصطلح القمر الطبيعي، حتى في المقالات العلمية. عندما يكون من الضروري تجنب الالتباس بين قمر الأرض الطبيعي (موون) والأقمار الطبيعية للكواكب الأخرى من جهة، والأقمار الصناعية من جهة أخرى، يُستخدم مصطلح قمر طبيعي (تُستخدم كلمة «طبيعي» لأنها المعنى المعاكس لكلمة «صناعي»). ولتجنب الالتباس بشكل أكبر، ينص الاتفاق على استخدام الحرف الكبير عند الإشارة إلى قمر الأرض الطبيعي؛ أي Moon، وعدم استخدامه عند الإشارة إلى الأقمار الطبيعية الأخرى؛ أي moon.
يُعّرف الكثير من المؤلفين «القمر/الساتالايت» أو «القمر الطبيعي» بأنه جسم يدور حول كوكب أو كوكب صغير، بالترادف مع كلمة «قمر/موون». بالاعتماد على هذا التعريف، فإن كل الأقمار الطبيعية هي أقمار/موون، لكن الأرض والكواكب الأخرى ليست أقمارًا. يعرّف بعض المؤلفين مؤخرًا «القمر/موون» بأنه «قمر خاص بكوكب أو بكوكب صغير»، ويعرفون «الكوكب» بأنه «قمر خاص بنجم». يعتبر بعض المؤلفين الأرض «قمرًا طبيعيًا للشمس».

## قمر الأرض
يمثل القمر الطبيعي الوَحيد للكرة الأرضية بالإضافة إلى أنه خامس أكبر قمرٍ طبيعيٍ في المجموعة الشمسية. فهو يُعَدُ أكبر قمرٍ طبيعيٍ في المجموعة الشمسية من ناحية نسبة حجمه إلى كوكبه التابع له، حيث أن قطره يصل إلى ربع قطر الأرض، كما أن كتلته تصل إلى 1 على 81 من كتلة الأرض، هذا بالإضافة إلى أنه يُعَدُ ثاني أعلى قمرٍ من ناحية الكثافة بعد قمر إيو. هذا ويتسم القمر الأرضي حركته التزامنية مع كوكبه (الأرض)، عارضاً دائماً الوجه نفسه؛ حيث يتميز الجانب القريب بمنطقةٍ بركانيةٍ منخفضةٍ مظلمةٍ، والتي تقع فيما بين مرتفعات القشرة الأرضية القديمة البراقة والفوهات الصدمية الشاهقة. كما يُلاحظ أن القمر الأرضي هو أكثر جسمٍ لامعٍ في السماء ليلاً، وعموماً هو الجسم الأكثر لمعاناً بعد الشمس، وهذا على الرغم من أن سطحه معتم جداً، حيث أن له انعكاساً مماثلاً للفحم.

## قمرا المريخ
تتكون أقمار المريخ من اثنين من الأقمار، فوبوس وديموس، والتي يعتقد أنها كانت كويكبات اجتذبت إلى مدار المريخ. اكتشف عالم الفلك أساف هول وسميت كلا القمرين على حد سواء في عام 1877 باسم فوبوس بمعنى (الهلع/الخوف) وديموس بمعنى (الرعب/الفزع) في الأساطير اليونانية، برفقة والدهم آريز، إله الحرب، كان آريز معروفا كالمريخ في روما القديمة

## أقمار المشتري
يضم كوكب المشتري 67 قمراً مؤكداً، مما يعطي المشتري أكبر عدد من أقمار المدارات التي تصنف ك «محمية بشكل معقول» من أي كوكب آخر في المجموعة الشمسية.[2] الأكثر شهرة من هذه الأقمار هي أكبر أربعة بينهم وهم ما يسمى بأقمار جاليللو، والتي اكتشفها جاليليو جاليلي في عام 1610 للميلاد وكانت هذه الأقمار الأربعة هي أول الأجسام الفضائية التي اكتشفت وهي تدور في مدار قريب من الأرض أو الشمس.

## أقمار زحل
أقمار زحل هي الأقمار الطبيعية لكوكب زحل. يوجد لدى زحل 82 قمراً طبيعياً ذات مدارات مؤكدة، أعطيت أسماء لثلاث وخمسين منها. أغلب الأقمار صغيرة الحجم وتتألف من صخور وجليد مما يفسر قدرتها العالية على عكس أشعة الشمس. وتوجد بالإضافة إلى هذه الأقمار مئات الأقمار الصغرى ضمن حلقات زحل. تبلغ سبعة أقمار حجماً كافياً ليجعلها كروية الشكل، ومنظومة حلقات زحل وأقماره هي الأكثر تنوعاً في المجموعة الشمسية.

## أقمار أورانوس
أورانوس هو الكوكب السابع في المجموعة الشمسية، وله 27 قمراً، مسماة على اسم شخصيات من أعمال كل من ويليام شكسبير وألكسندر بوب. اكتشف وليام هيرشيل أول قمرين (تيتانيا وأوبيرون) عام 1787، واكتُشف قمران كرويان آخران (أريل وأومبريل) عام 1851 على يد ويليام لاسيل. وفي عام 1948 عثر جيرارد كايبر على القمر ميراندا ثم اكتُشفت أقمار المتبقية بعد عام 1985، إما أثناء رحلة فوياجر 2 أو بمساعدة التلسكوبات الأرضية المتقدمة.

## أقمار نبتون
ثلاث عشرة قمرا معروفة، وأكبر هذة الاقمار القمر ترايتون ويدور عكس اتجاه دوران نبتون، الذي اكتشفه وليم لاسيل في 10 أكتوبر 1846، فقط 17 يوما بعد اكتشاف نبتون نفسه. مر أكثر من قرن قبل اكتشاف الأقمار الصناعية الطبيعية الثانية، ودعا الناريدة واحدة من أقمار نبتون. تتم تسمية أقمار نبتون لآلهة المياه طفيفة في الأساطير اليونانية.

## أقمار بلوتو
أقمار بلوتو أو أقمار كوكب بلوتو هو كوكب قزم لدى نظامنا الشمسي. لديه 4 أقمار. أكبرهم هو شارون (قمر) الذي يُعتبر الأكبر نسبياً مقارنة مع الأقمار الثلاثة الأخرى (منهم نيكس، هيدرا (قمر)، واس/2011 بي 1 (P4)). إن الفريق الذي أكتشف القمر اس/2011 P1 قد وجد أيضاً أنه من المحتمل وجود زوجاً من الأقمار أكثر خفوتاً، ولكن الموضوع يحتاج لدراسات مكثفة لتأكيد ذلك.

## أقمار هاوميا
كان «هاوميا» الذي يحمل اسم الهة الخصوبة في هاواي، قد اصطدم بجسم آخر صخري من تلك الاجسام القريبة من النظام الشمسي، ما ادى إلى نشوء القمرين (بقطر يتراوح بين 200 و300 كلم)، اللذين يحملان اسمي ابنتي الالهة. كما أن نتيجة الدراسات والملاحظات أعطت نتائج أن 90% من مكونات قمري الكوكب هم من جليد الماء. وقد أطلق عليهما اسمان هما نماكا Namaka وهياكا Hi'iaka.

## أقمار مشهورة
- القمر
- أوروبا

## اقرأ أيضًا
- شبيه القمر
- قائمة الأقمار الطبيعية